# Gothic (série de jeux vidéo)
Pour les articles homonymes, voir Gothic.
Gothic est une série de jeux vidéo de rôle dont les trois premiers opus ont été développés par Piranha Bytes pour PC. Fin mai 2007, Piranha Bytes et l'éditeur du jeu, JoWooD Productions Software AG, mettent fin à leur coopération. JoWooD conserve pour une durée limitée, le droit de publier les jeux de la série ainsi que les droits d'auteur sur la licence Gothic. JoWooD confie le développement de l'extension Gothic 3: Forsaken Gods au studio Trine Games et le développement du titre Arcania: Gothic 4 à Spellbound Entertainment.

## Liste des jeux de la série
- 2001 : Gothic
- 2002 : Gothic II
  - 2003 : Gothic II: Night of the Raven (La nuit du corbeau) (2003 version allemande ; 2005 versions anglaise et française)
- 2006 : Gothic 3
  - 2008 : Gothic 3: Forsaken Gods
  - 2008 : Gothic 3: The Beginning (version Java ME pour téléphones mobiles)
- 2010 : Arcania: Gothic 4
  - 2011 : ArcaniA: Fall of Setarrif

La série Gothic a été un succès commercial, notamment en Allemagne où chaque titre s'est vendu à plus de 200 000 unités. Pour les trois premiers opus, plus de 3 500 000 unités ont été vendues au niveau mondial,.
La série a été officiellement distribuée en Allemagne, Grande-Bretagne, France, Espagne, Italie, Scandinavie, Pologne, Russie, République Tchèque, Roumanie, Grèce, Chypre, États-Unis, Canada et Australie.

### Gothic
- développeur : Piranha Bytes
- plateforme : PC
- distributeur : Shoebox (label de codétenu par Egmont Interactive et dtp entertainment AG)
- date de sortie : 15 mars 2001
- moteur graphique : « ZenGin » développé en interne par Piranha Bytes

Le premier épisode de la série n'a jamais été doublé en français ; on peut néanmoins en trouver une version avec sous-titres français.

### Gothic II
- développeur : Piranha Bytes
- plateforme : PC
- distributeur : JoWooD Entertainment (en collaboration avec Atari)
- date de sortie : 29 novembre 2002
- moteur graphique : « ZenGin 2.0 » développé en interne par Piranha Bytes

#### Gothic II: Night of the Raven
- développeur : Piranha Bytes
- plateforme : PC
- distributeur : JoWooD Entertainment (en collaboration avec Aspyr Media)
- date de sortie : 22 août 2003
- moteur graphique : « ZenGin 2.0 » développé en interne par Piranha Bytes

Cette extension est considérée par la majorité des fans comme l'épisode le plus abouti de la série.

### Gothic 3
- développeur : Piranha Bytes
- plateforme : PC
- distributeur : JoWooD Entertainment (en collaboration avec Deep Silver et Aspyr Media)
- date de sortie : 13 octobre 2006
- moteur graphique : « Genome » développé en interne par Piranha Bytes[3]

C'est avec cet épisode que la série se fait vraiment connaître en Amérique du Nord. Dès sa sortie, la plupart des préoccupations se portent sur les nombreux bogues. Les patchs officiels ne parviennent pas à y remédier de manière satisfaisante et la séparation entre les développeurs de Piranha Bytes et la société de distribution JoWooD bloque toute autre possibilité de nouveau patch officiel. En désespoir de cause, les sources du jeu ainsi que des outils de développement sont mis à la disposition de la « communauté des chevaliers du 12e calice » (« Ritter des 12. Kelches »), un groupe de joueurs qui parviennent à sortir un patch résolvant de manière satisfaisante la plupart des bogues.

#### Gothic 3: Forsaken Gods
- développeur : Trine Games
- plateforme : PC
- distributeur : JoWooD Entertainment
- date de sortie : 21 novembre 2008
- moteur graphique : « Genome » développé en interne par Piranha Bytes[4]

Cette expansion a été un échec total, tant auprès de la presse spécialisée que des joueurs (côtes moyennes respectives sur Metacritic : 44/100 et 4,5/10). IGN UK (3,5/10) résume : « Ce titre est carrément un désastre. Il est évident qu'il n'a pas été testé en profondeur, voire pas testé du tout avant sa sortie. Le jeu est truffé de bogues et de problèmes de performance et finalement il est injouable ». Finalement, comme pour Gothic 3, la communauté obtiendra les sources du jeu et pourra donc sortir un patch résolvant les bogues.

### Arcania: Gothic 4
- développeur : Spellbound Entertainment
- plateformes : PC, Xbox 360, PS3
- distributeur : JoWooD Entertainment
- date de sortie : 12 octobre 2010
- moteur graphique : « Vision Engine 7 » de la société Trinigy, avec certaines fonctions de la version 8

Pour la première fois, le jeu est disponible sur consoles Xbox 360 et PS3.

## La série Gothic sur Nintendo Switch
En 2023, deux opus de la série arriveront sur la console Nintendo Switch. THQ Nordic a préparé un port de console portable du code original du jeu, sans remastering et sans modifications (mais avec de nombreuses corrections). La première partie de la série, Gothic Classic, a été publiée le 28 septembre 2023. La deuxième partie, Gothic II Complete Classic, accompagnée de l'extension Noc Kruka, fera sa première le 28 novembre 2023.